# Военное имущество
Военное имущество — государственная собственность, которая находится в постоянном или временном распоряжении военных организаций и госструктур для удовлетворения их материально-технических потребностей в мирное и военное время.
К военному имуществу относятся все виды вооружения и военной техники, боеприпасы, горюче-смазочные материалы, топливо, продовольственные запасы, все виды технического, аварийно-спасательного, аэродромного, шкиперского, вещевого, медицинского и ветеринарного имущества и других материальных средств. Помимо этого, к нему относится жилые, складские, служебные фонды, транспортные средства связи, производственные и хозяйственные предприятия военных ведомств.
Порядок использования военного имущества регламентируется воинскими уставами, служебными инструкциями, наставлениями и соответствующими положениями других нормативных актов. Согласно отечественному законодательству оружие, военная техника, и многие другие виды (по особому перечню) военного имущества относятся к государственной собственности особой народнохозяйственной важности, которая изъята из гражданского и коммерческого оборота и не может быть продана, подарена, заложена, обменяна и так далее.
За нанесение ущерба военному имуществу, нарушения требований по его хранению или использованию, за действия, ведущие к утрате военного имущества военнослужащие и другие лица могут быть привлечены к дисциплинарной (административной) или уголовной ответственности.